# Gungunum
Gungunum va ser el cinquè rei de la ciutat-estat de Larsa, al sud de Mesopotàmia que va regnar entre els anys 1868 aC i 1841 aC. Sota el seu mandat, que va tenir lloc durant les invasions dels amorrites a Mesopotàmia, la ciutat de Larsa va conquerir Ur i també Susa, i es va convertir en una de les potències locals que van existir abans de l'Imperi paleobabilònic.
Era un rei amorrita. Va ser fill de Samium i probablement germà de Zabaia, que el va precedir. Va aconseguir una època de prosperitat per a la ciutat, afavorint el comerç tant de gra com de coure i marfil i metalls preciosos. Va construir canals per irrigació i va reforçar les muralles de les ciutats. Es conserven alguns textos administratius que parlen dels beneficis del seu regnat.
Entre els anys tercer i quart del seu regnat es va enfrontar a Elam. També va combatre contra Isin, una altra poderosa ciutat.estat, a la que li va prendre Ur, i es va proclamar "Rei d'Ur". La possessió d'aquesta ciutat i també la de Lagaix li va permetre el control dels dos ports més grans del golf Pèrsic sumeri, i reactivar el comerç marítim amb Dilmun. Cap a la meitat del seu regnat va conquerir Susa i va sotmetre les ciutats d'Uruk i Der, i va convertir Larsa en el regne més important d'aquella part de Mesopotàmia. Llavors va prendre el títol de "Rei de Sumer i Accad".